# Władysław Tatarkiewicz
Władysław Tatarkiewicz [vwaˈdɨswaf tatarˈkʲevitʂ]; (Varsovia, 3 de abril de 1886–Ib., 4 de abril de 1980) fue un filósofo polaco, investigador de historia de la filosofía, del arte, y de estética, campo en el que publicó numerosas obras.

## Trayectoria
Tatarkiewicz empezó la educación superior en la Universidad de Varsovia; pero al ser cerrada por el Imperio Ruso, en 1905, continuó sus estudios en la Universidad de Marburgo. 
Como narra en sus Memorias de 1979, fue un encuentro con un pariente en una estación de tren de Cracovia al inicio de la Primera Guerra Mundial lo que llevó a Tatarkiewicz a pasar los años de la guerra en Varsovia. Ahí comenzó su carrera como profesor de Filosofía, en una escuela femenina en la calle Mokotowska, cerca del lugar donde Józef Piłsudski residiría por un tiempo al terminar la Primera Guerra Mundial.
Tatarkiewicz dirigió de 1915 a 1919 el departamento de Filosofía de la Universidad Polaca de Varsovia, cuando ésta tuvo comienzo, bajo el patrocinio de los ocupantes alemanes que querían ganar el apoyo polaco para la guerra). De 1919 a 1921 fue profesor en la Universidad Stefan Batory en Vilna; de 1921 a 1923 en la Universidad de Poznań; y, de 1923 a 1961 de nuevo en la Universidad de Varsovia. Desde 1930 fue miembro de la Academia Polaca de Ciencias
Durante la Segunda Guerra Mundial, dirigió conferencias clandestinas en la Varsovia ocupada por los alemanes, poniendo en riesgo su vida (uno de los asistentes era Czesław Miłosz). Después del Levantamiento de Varsovia (de agosto a octubre de 1944), de nuevo puso en riesgo su vida, al recuperar un manuscrito que un soldado alemán había arrojado a una encuadernadora para destruirlo. Éste y otros textos fueron publicados más tarde en el libro Sobre la Felicidad.
Tatarkiewicz perteneció a la Escuela de Leópolis-Varsovia (Szkoła lwowsko-warszawska) del período de entreguerras, creado por Kazimierz Twardowski, que dio a Polonia importantes científicos y académicos: filósofos, psicólogos, sociólogos y estudiosos de la lógica.
Władysław Tatarkiewicz murió el día después de su nonagésimocuarto cumpleaños.

## Obra
- Historia filozofii, tres volúmenes.
- Historia de la estética I: La estética antigua, Akal, 1991, ISBN-10: 8476002408
- Historia de la estética II: La estética medieval, Akal, 1990, ISBN-10: 8476004079
- Historia de la estética III: La estética moderna, Akal, 2004, ISBN-10: 8476006691
- Análisis de la felicidad (O Szczęściu), 1962, escrito durante la ocupación de Polonia por la Alemania nazi.[1]
- Historia de seis ideas: arte, belleza, forma, creatividad, mímesis, experiencia estética, Tecnos, 2015 ISBN 978-84-309-6505-2
- Memorias (Wspomnienia), 1979.